# Schlacht um Changsha (1942)
1937–1939

Marco-Polo-Brücke – Peking-Tianjin – Chahar – Shanghai (Sihang-Lagerhaus) – Peking-Hankou-Eisenbahn – Tianjin-Pukou-Eisenbahn – Taiyuan (Pingxingguan, Xinkou) – Nanking – Xuzhou (Tai’erzhuang) – Henan – Lanfeng – Amoy – Überflutung des Gelben Flusses – Wuhan (Wanjialing) – Canton – Hainan – Nanchang – (Xiushui) – Chongqing – Suixian-Zaoyang – (Shantou) – Changsha (1939) – Süd-Guangxi – Winteroffensive (Kunlun-Pass) – (Wuyuan)
1940–1942

Zaoyang-Yichang – Hundert Regimenter – Zentral-Hubei – Süd-Henan – West-Hebei – Shanggao – Shanxi – Changsha (1941) – Changsha (1942) – Yunnan-Burma-Straße – Zhejiang-Jiangxi – Sichuan
1943–1945

West-Hubei – Nord-Burma und West-Yunnan – Changde – Ichi-gō – Henan – Changsha (1944) – Guilin–Liuzhou – West-Henan und Nord-Hubei – West-Hunan – Guangxi (1945) – Mandschukuo (1945)
Die Schlacht um Changsha, die vom 24. Dezember 1941 bis zum 15. Januar 1942 andauerte, war der dritte japanische Versuch, die Stadt Changsha in der zentralen südchinesischen Provinz Hunan im Verlauf des Zweiten Japanisch-Chinesischen Kriegs einzunehmen.

## Überblick
Die dritte Schlacht um Changsha war die erste größere Offensive der japanischen Armee in China nach dem Eintritt der USA in den Pazifikkrieg durch den japanischen Angriff auf Pearl Harbor. Sie wurde von rund 120.000 Soldaten eingeteilt in vier Divisionen ausgeführt. Die Nationalrevolutionäre Armee der Kuomintang unter General Xue Yue leistete mit 300.000 Mann des 9. Militärbezirks die Verteidigung. Es gelang ihnen, die Japaner einzukesseln, so dass diese sich zurückziehen mussten und die Einnahme von Changsha fehlschlug.

## Schlachtverlauf
Am 27. Dezember sammelten sich die 3., 6. und 40. Japanische Division bei Yueyang und rückten in drei Marschsäulen über den Xinqiang-Fluss vor. Anschließend versuchten sie die Überquerung des Miluo-Flusses, um erneut Changsha zu erreichen. Im Gegenzug bildeten die Chinesen eine tiefe Einbuchtung um die Stadt und setzten am Luoyang-Fluss Scharfschützen ein. Auf halbem Weg zwischen dem Miluo und Changsha trafen die japanischen Reihen auf starken chinesischen Widerstand. Die Ost-Einheiten waren gezwungen, einen Umweg noch weiter östlich zu nehmen, während die beiden anderen Marschsäulen näher zusammenrückten als ursprünglich geplant war. Auf ihrem Vormarsch Richtung Süden konnten die Japaner drei chinesische Divisionen erfolgreich bekämpfen, aber nicht vernichten, da diese sich in die östlichen Berge zurückzogen.
Changsha wurde komplett evakuiert. Nur die chinesische Armee und etwa 160 Zivilisten, die den Verteidigern helfen wollten, blieben in der Stadt. Am 31. Dezember stürmten die Japaner gegen die südöstlichen Verteidigungsstellungen an, konnten aber keinen Erfolg verbuchen. Danach versuchten sie es an der südlichen und östlichen Stadtseite, während der Norden unter starkem Artilleriefeuer lag. Den Japanern gelang zwar der Durchbruch durch die erste Verteidigungslinie, doch die zweite in der Nähe des Stadtzentrums leistete erbitterten Widerstand.
Am 1. Januar starteten die Chinesen einen überraschenden Gegenangriff mit schweren Waffen, so dass es zu vielen Opfern unter den Japanern kam. Etwa zur gleichen Zeit stürmten die verbliebenen chinesischen Einheiten aus den Bergen zurück in die Stadt, um die japanischen Nachschubwege abzuschneiden. Sie erhielten Hilfe von lokalen Guerillakämpfern. Die japanischen Linien brachen am 4. Januar zusammen. Drei japanische Divisionen waren eingeschlossen und forderten Unterstützung von der 9. Selbstständigen gemischten Brigade an, die in Yueyang stationiert war. Am 9. Januar versuchte diese einen Entsatzangriff, wurde aber von den Chinesen in schweren Kämpfen zurückgeworfen, ohne die eingeschlossenen Einheiten befreien zu können. Die Japaner versuchten kurz darauf, durch den Luoyang-Fluss zu entkommen, nicht wissend, dass dort noch immer die chinesischen Scharfschützen lauerten. Nur unter hohen Verlusten gelang die Flussdurchquerung. Die Japaner erreichten am 15. Januar den Xinqiang und entkamen so dem Kessel.